# Doris Dowling
Doris Dowling (Detroit, 15 maggio 1923 – Los Angeles, 18 giugno 2004) è stata un'attrice statunitense.

## Biografia
Iniziò la carriera in piccole parti all'interno di varietà musicali di Broadway, per trasferirsi a Hollywood insieme alla sorella maggiore Constance. Dopo essere apparsa in piccoli ruoli, fu sottoposta a un provino per il dramma Giorni perduti (1945) di Billy Wilder e ottenne la parte di Gloria. Recitò poi nel noir La dalia azzurra (1946) di George Marshall.
Nel 1948 Dino De Laurentiis la chiamò in Italia per la parte di Francesca in Riso amaro di Giuseppe De Santis, la prima di una serie di pellicole che l'attrice girò in Italia negli anni quaranta, sino all'Otello (1952), diretto e interpretato da Orson Welles.
Tornata definitivamente negli Stati Uniti, lavorò prevalentemente in televisione sino alla fine degli anni ottanta, quando si ritirò. Morì nel 2004.

## Filmografia parziale

Doris Dowling (a sinistra) e la sorella Constance in una pausa del film Riso amaro

### Cinema
- Giorni perduti (The Lost Weekend), regia di Billy Wilder (1945)
- La dalia azzurra (The Blue Dahlia), regia di George Marshall (1946)
- The Crinsom Key, regia di Eugene Forde (1947)
- Il valzer dell'imperatore (The Emperor Waltz), regia di Billy Wilder (1948)
- Riso amaro, regia di Giuseppe De Santis (1949)
- Sarumba, regia di Marion Gering (1950)
- Alina, regia di Giorgio Pàstina (1950)
- Cuori sul mare, regia di Giorgio Bianchi (1950)
- Otello, regia di Orson Welles (1952)
- La macchina nera (The Car), regia di Elliot Silverstein (1977)

### Televisione
- Lights Out – serie TV, episodio 4x56 (1952)
- Scienza e fantasia (Science Fiction Theatre) – serie TV, episodi 1x23-1x35 (1955)
- Climax! – serie TV, episodi 2x08-3x01 (1955-1956)
- Have Gun - Will Travel – serie TV, episodio 2x38 (1959)
- Scacco matto (Checkmate) – serie TV, episodio 1x05 (1960)
- The Chevy Mystery Show – serie TV, episodi 1x13-1x17 (1960)
- Ripcord – serie TV, episodio 1x16 (1962)
- The Gallant Men – serie TV, episodio 1x18 (1963)
- Bonanza – serie TV, episodio 5x04 (1963)
- My Living Doll – serie TV, 12 episodi (1964-1965)
- The Greatest Show on Earth – serie TV, episodio 1x24 (1964)
- Daktari – serie TV, episodi 1x12-2x10 (1966)
- Kojak – serie TV, episodio 3x22 (1976)
- L'incredibile Hulk (The Incredible Hulk) – serie TV, episodio 3x22 (1980)

## Doppiatrici italiane
- Rosetta Calavetta in Giorni perduti
- Lydia Simoneschi in La dalia azzurra
- Andreina Pagnani in Riso amaro
- Giovanna Scotto in Alina
- Gabriella Genta in La macchina nera